# Friedrich Gerhard Oetken
Friedrich Gerhard Oetken (* 7. Dezember 1850 in Linswege, Ortsteil von Westerstede; † 31. Januar 1922  in Oldenburg) war ein deutscher Landwirt, Funktionär und als Politiker Mitglied des Oldenburgischen Landtags.

## Leben und Karriere
Oetken entstammte einer Westersteder Bauernfamilie. Seine Eltern waren der Landwirt Johann Diedrich Oetken und dessen Ehefrau Almuth Elisabeth Dorothea geb. Orth. Er besuchte zunächst die Höhere Bürgerschule in Delmenhorst und absolvierte danach im väterlichen Betrieb bzw. ab 1866/67 auf der Ackerbauschule in Neuenburg eine landwirtschaftliche Lehre.
Zwischen 1869 und April 1872 war er in verschiedenen Funktionen auf drei Domänen in den preußischen Provinzen Hannover und Brandenburg u. a. als Volontär, Verwalter und Inspektor tätig. Von April 1872 bis April 1873 diente er als Einjährig-Freiwilliger in Berlin und wurde Leutnant der Reserve. Zugleich hatte er sich auch an der dortigen Hochschule für Landwirtschaft immatrikuliert. Im Frühjahr 1877 unternahm Oetken eine zweijährige Studienreise in die Vereinigten Staaten, wo er als Landwirtschaftsgehilfe in Iowa und Kalifornien arbeitete. Die Eindrücke von dieser Reise hatten einen entscheidenden Einfluss auf Oetkens weiteres Leben.
1880 wurde Oetken zum Vorsitzenden der Abteilung Ammerland der Oldenburgischen Landwirtschaftsgesellschaft gewählt. Diese Position hielt er bis 1893. 1882 übernahm er darüber hinaus den väterlichen Hof. Von 1884 bis 1887 stand er als Abgeordneter für das Amt Westerstede im Oldenburgischen Landtag auch im politischen Leben.
1891 wurde Oetken Mitglied des Zentralvorstandes der Oldenburgischen Landwirtschaftsgesellschaft. Wegen eines Nierenleidens war er ein Jahr später gezwungen, seinen Betrieb zu verpachten und nach Oldenburg zu ziehen. Hier konnte er sich nun ganz seiner Verbandsarbeit als Funktionär widmen. Weiterhin betätigte er sich als Schriftsteller und Vortragsredner. 1893 erschien sein Hauptwerk Die Landwirtschaft in den Vereinigten Staaten von Nordamerika, 1894 der programmatische Vortrag Die Lage unserer deutschen Landwirtschaft, insbesondere gegenüber der ausländischen Konkurrenz, und was können wir tun, diese Lage erträglich zu gestalten? Die Veröffentlichungen und Vorträge zeigen Oetkens Zielsetzung, die Modernisierung der oldenburgischen Landwirtschaft unter den Bedingungen der Agrarkrise, die ihn seit seiner Amerikareise beschäftigte. 1895 wurde er Generalsekretär der Landwirtschaftsgesellschaft.
Von 1895 bis 1905 redigierte er das Oldenburgische Landwirtschaftsblatt, dessen Abnehmerzahl sich in dieser Zeit von 3600 auf 8800 mehr als verdoppelte. Als Anhänger der agrarischen Opposition setzte sich Oetken gegen die Caprivische Handelspolitik und die Aufhebung von Schutzzöllen auf ausländisches Getreide ein. Die ab 1900 erfolgende Umwandlung der Landwirtschaftsgesellschaft in die Landwirtschaftskammer, die das Durchsetzungsvermögen der oldenburgischen Landwirtschaft beträchtlich erhöhte, unterstütze er. 1900 wurde Oetken Generalsekretär (Syndikus) eben dieser Kammer und förderte in dieser Funktion mit Erfolg die Realisierung seines Programms von 1894. 1905 gab er die Position als Syndikus auf. 1913 verfasste er einen weiteren Bericht in der vom Landeslehrerverein herausgegebenen Zeitschrift Heimatkunde des Herzogtums Oldenburg über den beispiellosen Aufstieg der oldenburgischen Landwirtschaft nach der Jahrhundertwende.

## Familie
Oetken heiratete am 25. Mai 1882 Mathilde Auguste Charlotte Francksen (1856–1938) aus Tossens. Zwei Söhne aus dieser Ehe, Werner und Friedrich, fielen 1915 während des Ersten Weltkriegs.